# 中华野葵
中华野葵（学名：Malva verticillata var. chinensis）为锦葵科锦葵属下的一个变种。

## 扩展阅读
- 維基物種上的相關：中华野葵